# Фоли, Бернард
Бернард Фоли (англ. Bernard Foley, родился 8 сентября 1989 в Сиднее) — австралийский регбист, выступающий в Супер Регби за клуб «Уаратаз» и сборную Австралии на позициях флай-хав и фулбэк. Победитель Супер Регби 2014.

## Карьера
Бернард Фоли родился в Сиднее в 1989 году.
Первоначально он входил в сборную Австралии по регби-7, в составе которой он стал серебряным призёром Игр Содружества 2010 года. Во время Мировой серии 2010/11 Фоли был капитаном сборной по регби-7.
В 2011 году Бернард Фоли дебютировал в Супер Регби в составе команды «Уаратаз», где играл на позиции флай-хава и реже фулбэка. В 2014 году Фоли помог своей команде впервые в истории выиграть чемпионат Супер Регби. В финальной игре с «Крусейдерс» Фоли принёс победу своей команде, реализовав победный пенальти на последней минуте игры и сделав счёт 33-32.
В 2012 году Фоли был вызвал в состав сборной на тестовые матчи с Шотландией и Уэльсом. В 2013 году он официально дебютировал в составе «воллабис» в игре Чемпионата регби с Аргентиной в Росарио.
Бернард Фоли вошёл в состав сборной Австралии на Чемпионат мира по регби 2015. В сборной он стал выполнять функции основного бьющего. Кроме этого в игре третьего тура с Англией австралиец стал главным героем матча, занеся две попытки и реализовав все удары по воротам (3 реализации и 4 пенальти). В матче последнего тура с валлийцами Фоли стал единственным австралийцем набиравшим очки, а его точные удары (5 пенальти из 6) принесли австралийцам победу в матче и первое место в группе.